# Station Mogilno
Station Mogilno is een spoorwegstation in de Poolse plaats Mogilno.